# لويس إيبرت (مهندس)
لويس إيبرت (بالإنجليزية: Louis Hébert)‏ هو مهندس أمريكي، ولد في 13 مارس 1820 في وايت كاسل في الولايات المتحدة، وتوفي في 20 يناير 1901.